# Santa Cruz de Tenerife
Santa Cruz de Tenerife är en stad i kommunen Santa Cruz de Tenerife på nordöstra Teneriffa i ögruppen Kanarieöarna. År 2003 hade staden 220 202 invånare, den näst största staden på Kanarieöarna.
Staden är huvudstaden i provinsen Santa Cruz de Tenerife, och den delade huvudstaden i den autonoma regionen Kanarieöarna med Las Palmas de Gran Canaria.

## Historia
Stadens historia började för över 500 år sedan, den 3 maj 1492 gick spanska erövrare i land vid Añaza som idag är Santa Cruz, byggde sin första fästning och sedan började de erövringen. Efter att hamnen i Garachico blivit förstörd blev hamnen i Santa Cruz den viktigaste platsen för omlastning. Under de kommande 200 åren blev staden angripen ett antal gånger av pirater. Befolkningen blev därför tvungen att befästa hamnen och låta en militärguvernör organisera försvaret. År 1796 blev hamnen i Santa Cruz den enda hamnen som fick handla med Amerika. Året efter det, den 25 juli 1797, angrep den engelska amiralen Nelson staden. År 1822 blev Santa Cruz huvudstad. Den ursprungliga huvudstaden var La Laguna.

## Sevärdheter

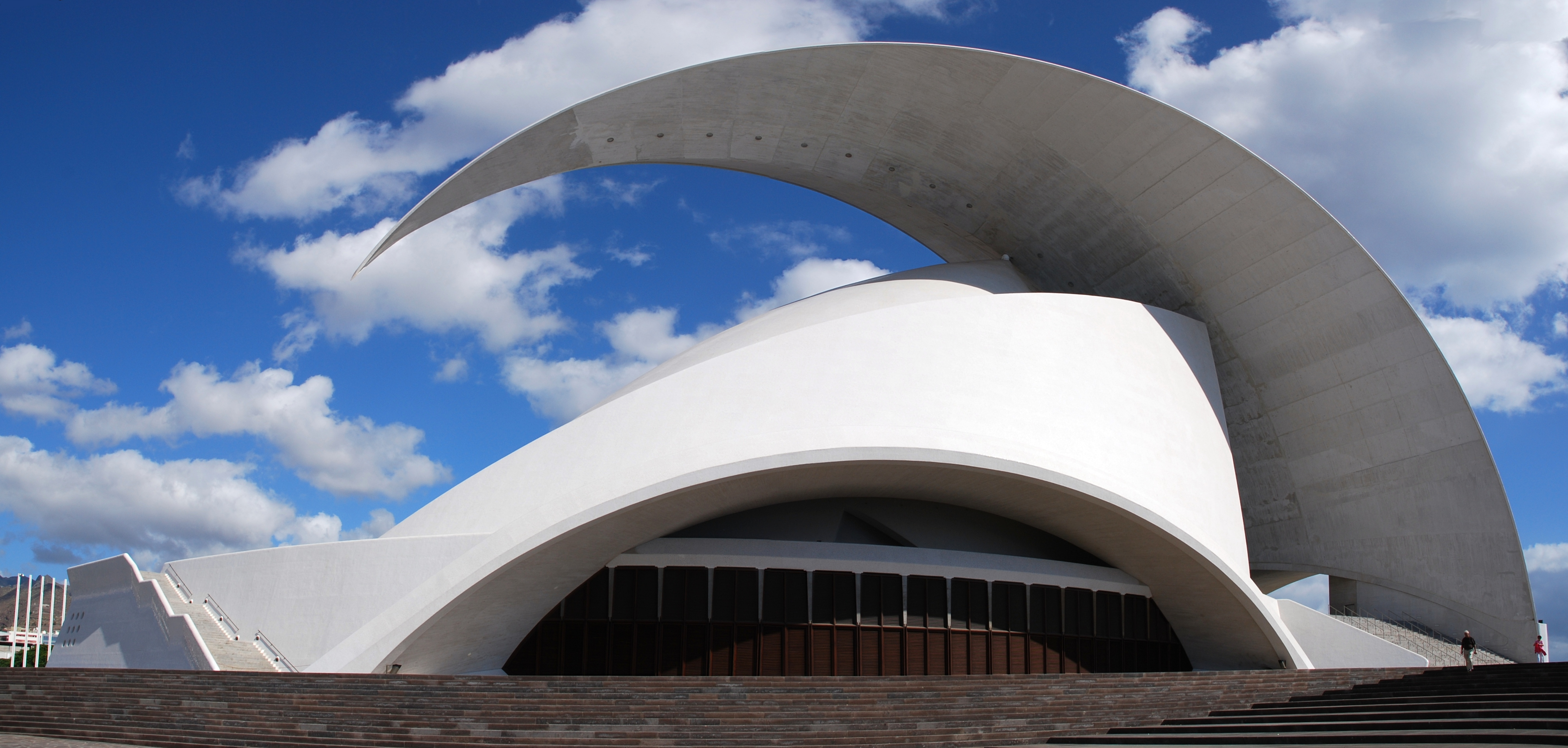
Konserthallen Auditorio de Tenerife

Sevärdheter i Santa Cruz är bland annat hamnen där båtar från alla världens hörn anländer från Syd- och Centralamerika, Europa, Afrika och Asien. Det kommer också tankbåtar för oljeraffinaderiets skull, vilket ligger väster om staden. 
Auditorio de Tenerife. Santiago Calatrava var arkitekt till byggnaden, som invigdes 26 september 2003 och ligger vid hamnen. Det anses vara en symbol för staden Santa Cruz och Teneriffa. 
Kyrkan Señora de la Concepión är den äldsta kyrkan i staden och det var erövrarna som började bygga den år 1502. År 1652 eldhärjades den och under 1600- och 1700-talen restaurerades den. 
Parque Municipal García Sanabria är en park uppkallad efter en omtyckt borgmästare och det var också han som lät anlägga parken under åren 1925–1930. I parken står skulpturer av stadens kända personligheter och konstnärer utplacerade under träd och buskar. 
På Plaza de la Candelaria står statyn av Kanarieöarnas skyddshelgon. Statyn skapades år 1778 av den italienske skulptören Antonio Canova och är uthuggen i Carraramarmor. På torget Plaza de España står ett kors som kallas Monumento de los Caídos som betyder ”de stupades monument”. Framför korset står det soldater som lutar sig mot sina svärd. Det restes till minne av de soldater från ön som dog i det spanska inbördeskriget. Plaza Weyler är ett annat torg, som har en marmorbrunn och gatorna som leder fram till torget mellan blomsterrabatterna bildar en stjärna. I bakgrunden av torget står en byggnad kallad Capitanía General som är byggd av general Valeriano Weyler i slutet av 1800-talet. 
Det finns också ett antal museer i staden Santa Cruz, två av dem är Museo Arqueológic (Museo de la Naturaleza y el Hombre) och Museo Municipal de Bellas Artes. I museet Museo Arqueológic är alla kvarlämningar från urinvånarna Guancherna samlade, allt från bestick och vapen till mumier. På Museo Municipal de Bellas Artes finns vapen och mynt från gamla tider och det är även ett känt tavelgalleri och på ovanvåningen av museet finns ett bibliotek.
Playa de Las Teresitas är den främsta stranden på ön och en av de största av Kanarieöarna, ligger nära den lilla byn San Andrés i nordöstra delen av staden Santa Cruz.

## Karneval

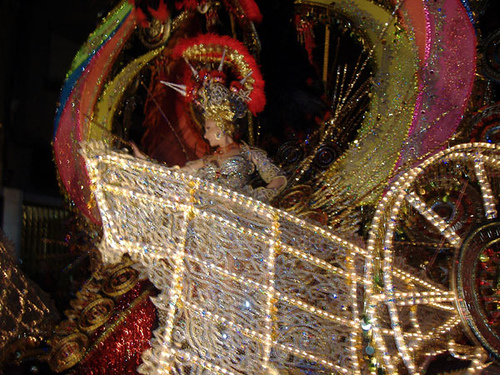
Karnevalen i Santa Cruz de Tenerife

Karnevalen i Santa Cruz de Tenerife inleds 40 dagar före påsk och pågår en vecka, Parallellt pågår partyt lite varstans på Kanarieöarna. Det är ett nytt tema varje år. Festen i Santa Cruz är världens näst största karneval efter Rio de Janeiro. Enligt myndigheterna beräknas runt en miljon personer delta.

## Kommunikationer
Santa Cruz är ett centrum för busstrafiken på ön. Inom en stor del av Santa Cruz, samt mellan Santa Cruz och La Laguna, går sedan 2007 en spårväg, Tranvía de Tenerife. Det finns färjeförbindelse med bl.a. Gran Canaria. Teneriffas norra flygplats ligger ca 11 km från Santa Cruz. Teneriffas största flygplats, på södra delen av ön, är Teneriffas södra flygplats.